# Grand Prix moto de Suède
Le Grand Prix moto de Suède  était une épreuve de vitesse moto faisant partie du Championnat du monde de vitesse moto de 1958 à 1990.
Pendant de nombreuses années, il y avait deux épreuves internationales en Suède, le Tourist Trophy (TT) suédois et le Grand Prix de Suède.
- De 1926 à 1936 : Tourist Trophy suédois
- De 1930 à 1939 : Grand Prix de Suède
- De 1949 à 1953 : Tourist Trophy suédois
- De 1954 à 1990 : Grand Prix de Suède

## Vainqueurs du Grand Prix moto de Suède
| Saison | Circuit      | 80 cm3            | 125 cm3            | 250 cm3           | 350 cm3           | 500 cm3           | Résultats |
| ------ | ------------ | ----------------- | ------------------ | ----------------- | ----------------- | ----------------- | --------- |
| 1990   | Anderstorp   |                   | Hans Spaan         | Carlos Cardús     |                   | Wayne Rainey      | Résultats |
| 1989   | Anderstorp   |                   | Àlex Crivillé      | Sito Pons         |                   | Eddie Lawson      | Résultats |
| 1988   | Anderstorp   |                   | Jorge Martínez     | Sito Pons         |                   | Eddie Lawson      | Résultats |
| 1987   | Anderstorp   |                   | Fausto Gresini     | Anton Mang        |                   | Wayne Gardner     | Résultats |
| 1986   | Anderstorp   |                   | Fausto Gresini     | Carlos Lavado     |                   | Eddie Lawson      | Résultats |
| 1985   | Anderstorp   |                   | August Auinger     | Anton Mang        |                   | Freddie Spencer   | Résultats |
| 1984   | Anderstorp   |                   | Fausto Gresini     | Manfred Herweh    |                   | Eddie Lawson      | Résultats |
| Saison | Circuit      | 50 cm3            | 125 cm3            | 250 cm3           | 350 cm3           | 500 cm3           | Résultats |
| 1983   | Anderstorp   |                   | Bruno Kneubühler   | Christian Sarron  |                   | Freddie Spencer   | Résultats |
| 1982   | Anderstorp   |                   | Ivan Palazzese     | Roland Freymond   |                   | Takazumi Katayama | Résultats |
| 1981   | Anderstorp   |                   | Ricardo Tormo      | Anton Mang        |                   | Barry Sheene      | Résultats |
| 1979   | Karlskoga    |                   | Pier Paolo Bianchi | Graziano Rossi    |                   | Barry Sheene      | Résultats |
| 1978   | Karlskoga    |                   | Pier Paolo Bianchi | Gregg Hansford    | Gregg Hansford    | Barry Sheene      | Résultats |
| 1977   | Anderstorp   | Ricardo Tormo     | Angel Nieto        | Mick Grant        | Takazumi Katayama | Barry Sheene      | Résultats |
| 1976   | Anderstorp   | Angel Nieto       | Pier Paolo Bianchi | Takazumi Katayama |                   | Barry Sheene      | Résultats |
| 1975   | Anderstorp   | Eugenio Lazzarini | Paolo Pileri       | Walter Villa      |                   | Barry Sheene      | Résultats |
| 1974   | Anderstorp   | Henk van Kessel   | Kent Andersson     | Takazumi Katayama | Teuvo Länsivuori  | Teuvo Länsivuori  | Résultats |
| 1973   | Anderstorp   | Jan de Vries      | Börje Jansson      | Dieter Braun      | Teuvo Länsivuori  | Phil Read         | Résultats |
| 1972   | Anderstorp   | Jan de Vries      | Angel Nieto        | Rod Gould         | Giacomo Agostini  | Giacomo Agostini  | Résultats |
| 1971   | Anderstorp   | Angel Nieto       | Barry Sheene       | Rod Gould         | Giacomo Agostini  | Giacomo Agostini  | Résultats |
| 1961   | Kristianstad |                   | Luigi Taveri       | Mike Hailwood     | František Šťastný | Gary Hocking      | Résultats |
| 1959   | Kristianstad |                   | Tarquinio Provini  | Gary Hocking      | John Surtees      |                   | Résultats |
| 1958   | Hedemora     |                   | Alberto Gandossi   | Horst Fügner      | Geoff Duke        | Geoff Duke        | Résultats |